# ياي ثيودورا أوزاكي
Yei Theodora Ozaki (英子セオドラ尾崎 Eiko Seodora Ozaki، 1871 – December 28, 1932) (英子セオドラ尾崎 ايكو Seodora أوزاكي, 1871 – 28 ديسمبر 1932)
مترجمة قصص قصيرة وحكايات خرافية من اليابانية. ترجماتها كانت ذا شعبية، وقد طبعت عدة مرات بعد وفاتها.
وفقا ل«سيرة موجزة» للسيدة هيو فريزر، المدرجة في مواد تمهيدية إلى محاربو اليابان القديمة، وقصص أخرى ، أوزاكي أتت من خلفية غير عادية. كانت ابنة البارون أوزاكي، من أول الرجال اليابانيين الدارسين في الغرب، وباثيا كاثرين موريسون، ابنة ويليام موريسون الذي كان من معلميهم. والديها انفصلا بعد خمس سنوات من الزواج، وأمها احتفظت بحضانة بناتهم الثلاث حتى أصبحن مراهقات. في ذلك الوقت، أُرسلت ياي للعيش في اليابان مع والدها. لاحقاً رفضت زواج مدبّر، غادرت منزل والدها، وأصبحت معلمة لكسب المال. على مر السنين، سافرت ذهابا وإيابا بين اليابان وأوروبا، وعاشت في أماكن متنوعة: من إيطاليا إلى طابق علوي من معبد بوذي.
كل هذا الوقت رسائلها كانت في كثير من الأحيان قد أُرسلت بالغلط إلى السياسي الياباني يوكيو أوزاكي الذي كان لا تربطه بها علاقة، ورسائله لها. التقيا أخيراً في 1904، وتزوجا بعدها بقليل.

## مؤلفاتها
- قصص خرافية يابانية (1908)
- محاربو اليابان القديمة
- رومانسيات اليابان القديمة
- بلورة بوذا وقصص خرافية أخرى

## وصلات خارجية
- مؤلفات ياي ثيودورا أوزاكي في مشروع غوتنبرغ
- أعمال أو نبذة عن ياي ثيودورا أوزاكي على أرشيف الإنترنت
- أعمال ياي ثيودورا أوزاكي في ليبري فوكس
- Works by Yei Theodora Ozaki at Ball State University Digital Media Repository
- Original scans of Japanese Fairy Tales